# Novoshcherbinóvskaya
Novoshcherbinóvskaya (del ruso: Новощербиновская) es una stanitsa del raión de Shcherbínovski del krai de Krasnodar, en Rusia. Está situada en la orilla derecha del río Yasení, 17 km al sur de Staroshcherbinóvskaya y 161 km al norte de Krasnodar, la capital del krai. Tenía 6 190 habitantes en 2010
Es cabeza del municipio Novoshcherbinóvskoye.

## Historia11
La localidad fue fundada en el año 1827 por cosacos del Mar Negro provenientes del kuren Shcherbínovski (actual Staroshcherbinóvskaya). En 1830 le es concedido el estatus de stanitsa. Hasta 1920 perteneció al otdel de Yeisk del óblast de Kubán. Antes de la guerra civil tenía unos 18 000 habitantes. Durante la Gran Guerra Patria, la stanitsa fue ocupada por la Wehrmacht de la Alemania Nazi en agosto de 1942 y liberada por el Ejército Rojo de la Unión Soviética en febrero de 1943. Durante la ocupación fueron asesinados 300 refugiados, de los que la mayoría eran judíos.

## Cultura, servicios y lugares de interés
En la localidad hay un hospital, dos escuelas, tres guarderías y un centro cultural.

## Economía y transporte
Se encuentra en un área predominantemente agrícola en tierras de chernozem. Asimismo se cría ganado (ganado bovino y porcino). Se cultiva la cebada, el girasol, el maíz y las patatas.
La estación de ferrocarril más cercana es Staroshcherbinóvskaya en la línea que va de Yeisk a Staromínskaya.